# Svenska mästerskapen i längdskidåkning 1985
Svenska mästerskapen i längdskidåkning 1985 arrangerades i Borlänge.

## Medaljörer, resultat

### Herrar
| Gren              | Guld                                                     | Guld                                                     | Silver               | Silver        | Brons           | Brons     |
| 15 km             | Gunde Svan                                               | Dala-Järna IK                                            | Torgny Mogren        | Åsarna IK     | Thomas Wassberg | Åsarna IK |
| 30 km             | Jan Ottosson                                             | Åsarna IK                                                | Gunde Svan           | Dala-Järna IK | Torgny Mogren   | Åsarna IK |
| 50 km             | Gunde Svan                                               | Dala-Järna IK                                            | Sven-Erik Danielsson | Dala-Järna IK | Torgny Mogren   | Åsarna IK |
| Stafett 3 x 10 km | Åsarna IK (Jan Ottosson, Torgny Mogren, Thomas Wassberg) | Åsarna IK (Jan Ottosson, Torgny Mogren, Thomas Wassberg) |                      |               |                 |           |
| Lagtävling 15 km  | Åsarna IK                                                | Åsarna IK                                                |                      |               |                 |           |
| Lagtävling 30 km  | Åsarna IK                                                | Åsarna IK                                                |                      |               |                 |           |
| Lagtävling 50 km  | Åsarna IK                                                | Åsarna IK                                                |                      |               |                 |           |

### Damer
| Gren             | Guld                                                   | Guld                                                   | Silver          | Silver      | Brons               | Brons        |
| 5 km             | Anna-Lena Fritzon                                      | Malungs IF                                             | Marie Johansson | IFK Mora    | Marie-Helene Westin | Sollefteå SK |
| 10 km            | Marie Risby                                            | Ludvika FFI                                            | Annika Dahlman  | IFK Lidingö | Anna-Lena Fritzon   | Malungs IF   |
| 20 km            | Marie Risby                                            | Ludvika FFI                                            | Karin Lamberg   | IFK Mora    | Anna-Lena Fritzon   | Malungs IF   |
| Stafett 3 x 5 km | IFK Mora (Åsa Nilsson, Karin Lamberg, Marie Johansson) | IFK Mora (Åsa Nilsson, Karin Lamberg, Marie Johansson) |                 |             |                     |              |
| Lagtävling 5 km  | IFK Mora                                               | IFK Mora                                               |                 |             |                     |              |
| Lagtävling 10 km | Sollefteå SK                                           | Sollefteå SK                                           |                 |             |                     |              |
| Lagtävling 20 km | IFK Lidingö                                            | IFK Lidingö                                            |                 |             |                     |              |

### Webbkällor
- Svenska Skidförbundet